# Charles Roos
Charles Roos was medeoprichter en de eerste voorzitter van de Belgische voetbalclub RSC Anderlecht.

## Ontstaan van SC Anderlechtois
Op 24 mei 1908 kwam Charles Roos met enkele vrienden en kennissen samen in het plaatselijke café Concordia, dat gelegen lag in de Aumalestraat in de Brusselse gemeente Anderlecht. Alle aanwezigen waren sportliefhebbers en kregen van Roos te horen dat hij in Anderlecht een sportclub wilde oprichten. Deze sportclub zou zich in eerste instantie met verscheidene sporten bezighouden, maar in het bijzonder met voetbal.
Charles Roos werd meteen ook de eerste voorzitter van voetbalclub Sporting Club Anderlechtois, dat jaren later bekend zou worden onder de naam Royal Sporting Club Anderlecht. Charles Roos en zijn medeoprichters waren in die periode niet meer dan eenvoudige straatvoetballers. De jonge kompanen moesten al hun geld bij elkaar leggen om hun eerste bal te kunnen financieren.
De eerste wedstrijd van de club was tegen het Katholieke Instituut Saint–Georges. Anderlecht won met 11-8.
In 1909 liet de club zich officieel inschrijven bij de Belgische voetbalbond. Het veld, in die tijd nog een akker, was gelegen naast de weg richting Scheut. Dankzij de financiële steun van Emile Versé kon SC Anderlecht naar een beter veld verhuizen. In 1912 werd Versé erevoorzitter van de club, hij volgde ridder Albéric le Clément de Saint-Marcq op die tot dan erevoorzitter was geweest. Charles Roos zelf bleef slechts tot 1910 voorzitter. Toen gaf hij de fakkel door aan Théo Verbeeck. Charles Roos en zijn collega-oprichters zijn tot op heden verantwoordelijk voor het feit dat paars en wit de kleuren van de club zijn.